# Ermida de Santo Amaro (Lagos)
A Capela de Santo Amaro, igualmente conhecida como Ermida de Santo Amaro, é um monumento religioso na cidade de Lagos, na região do Algarve, em Portugal.

## Descrição
As ruínas da capela situam-se numa zona urbana, fora do centro histórico de Lagos, a Norte das antigas muralhas de Lagos. Têm acesso pela Rua de Santo Amaro.
Apresentava uma planta longitudinal, com contrafortes no lado ocidental, enquanto que a fachada principal, virada a Sul, era ladeada por cunhais. A zona da capela-mor tinha uma cobertura em cúpula, e existia num nicho no altar-mor.

## História

### Construção
O edifício foi construído provavelmente no século XIV, tendo o investigador Mário Cardo avançado a teoria que já existia em 1325. Em 1448, surge como parte de uma lista de templos em Lagos, e em 1617 fazia parte do mapa da cidade por Alexandre Massai.

### Sismo de 1755
Foi um dos poucos edifícios sobreviventes do Sismo de 1755 em Lagos, e provavelmente o único templo, motivo pelo qual foi provisoriamente a sede da Paróquia de São Sebastião, como foi descrito pelo prior, João Baptista Coelho de Castro, numa carta de 7 de Fevereiro de 1756:
| “ | No primeiro de novembro do ano proximo passado, pelas nove e meia da manhã, principiou o terramoto, que duraria quatro ou cinco minutos, pouco mais ou menos, e foi tão vigoroso n'esta cidade que totalmente a arrasou, menos algumas casas terreas que ficaram junto das muralhas da parte do campo, donde não se fez tanta impressão. Os templos todos se arruinaram, assim dentro dos muros como de fóra, de sorte que ficaram incapazes de se officiar n'elles, e a igreja de Santa Maria totalmente veio a baixo, sem lhe ficar mais que alguma parede, e a minha ficou toda aberta com fendas; cahiu a tribuna e a torre, das grades para cima e apenas ficou a ermida de Santo Amaro no campo, e hoje está n'ella a minha freguezia, onde administro os Sacramentos [...] com muito trabalho, porque é mui pequena, e a freguezia de Santa Maria está em uma casa na praça d'armas. [...] ; emfim transformou-se de tal sorte esta cidade e seus arrabaldes, que não parece, nem ainda em parte, o que foi, e a maior parte dos moradores estão vivendo n'este campo em Santo Amaro, em cabanas, umas de madeira, outras de colmo, padecendo mil inclemencias. | ” |

 Com efeito, devido à destruição causada pelo terramoto, os sobreviventes acumularam-se em várias construções provisórias em redor da Ermida de Santo Amaro, situação que foi relatada por um abastado proprietário da cidade:
| “ | E por não termos onde nos recolher fizemos barraca em Santo Amaro, onde residimos até que fomos morar defronte do chafariz, onde falleceu meu irmão. | ” |

Um relato semelhante surge no manuscrito Relaçam do terramoto do primeiro de Novembro do anno de 1755 com os effeitos, que particularmente cauzou neste Reino do Algarve, presente na Biblioteca Geral da Universidade de Coimbra, e transcrito pelo investigador Alberto Iria:
| “ | De todos os Seos Templos, e Hermidas só ficou em pé a de S.to Amaro, Situada fora dos muros, que he aonde se celebram os oficios Divinos | ” |

### Século XX
Em 1939, a ermida já se encontrava em avançada situação de ruína, como descrito num artigo publicado no Jornal de Lagos de 17 de Junho desse ano: «Ao darmos uma volta por um dos suburbios da mais linda vista panoramica da cidade depa-se-nos a pequena egreija de Santo Amaro a desmoronar-se n'um completo e confrangedor estado de ruina; no entanto esse pequeno templo tem a sua existencia ligada à história tragica do terramoto de 1755. Resistiu à pavorosa hecatombe provocada pelo cataclismo, albergou a sede da freguesia de Santa Maria que ao seu redor foi acampar como que sob a sua protecção, mas não resistiu presentemente à acção do tempo e ao despreso dos que teriam o dever de velar pela sua decencia e respectiva conservação».
Em 15 de Fevereiro de 1944, o Jornal de Lagos noticiou que as ruínas da ermida estavam a ser utilizadas como habitação por indigentes,  Comissão Municipal de Turismo estava a planear uma solução para o problema das ruínas da ermida estarem a ser utilizadas como habitação por indigentes: «Foi também abordada a solução do problema da instalação dos indigentes que se albergam numas arruinadas dependencias da antiga Ermida de Santo Amaro, assunto que se julgava definitivamente arrumado no sítio do Hospital de 5. João de Deus, junto à estrada de Sagres e depois transferido para uns armazéns da Meia Praia, mas que por motivos de ordem económica e turística, se reconheceu oferecer apreciaveis vantagens e notórias conveniências, a preferencia dessa instalação em uma cerca por detraz do cemitério, junto à estrada de Santo Amaro».

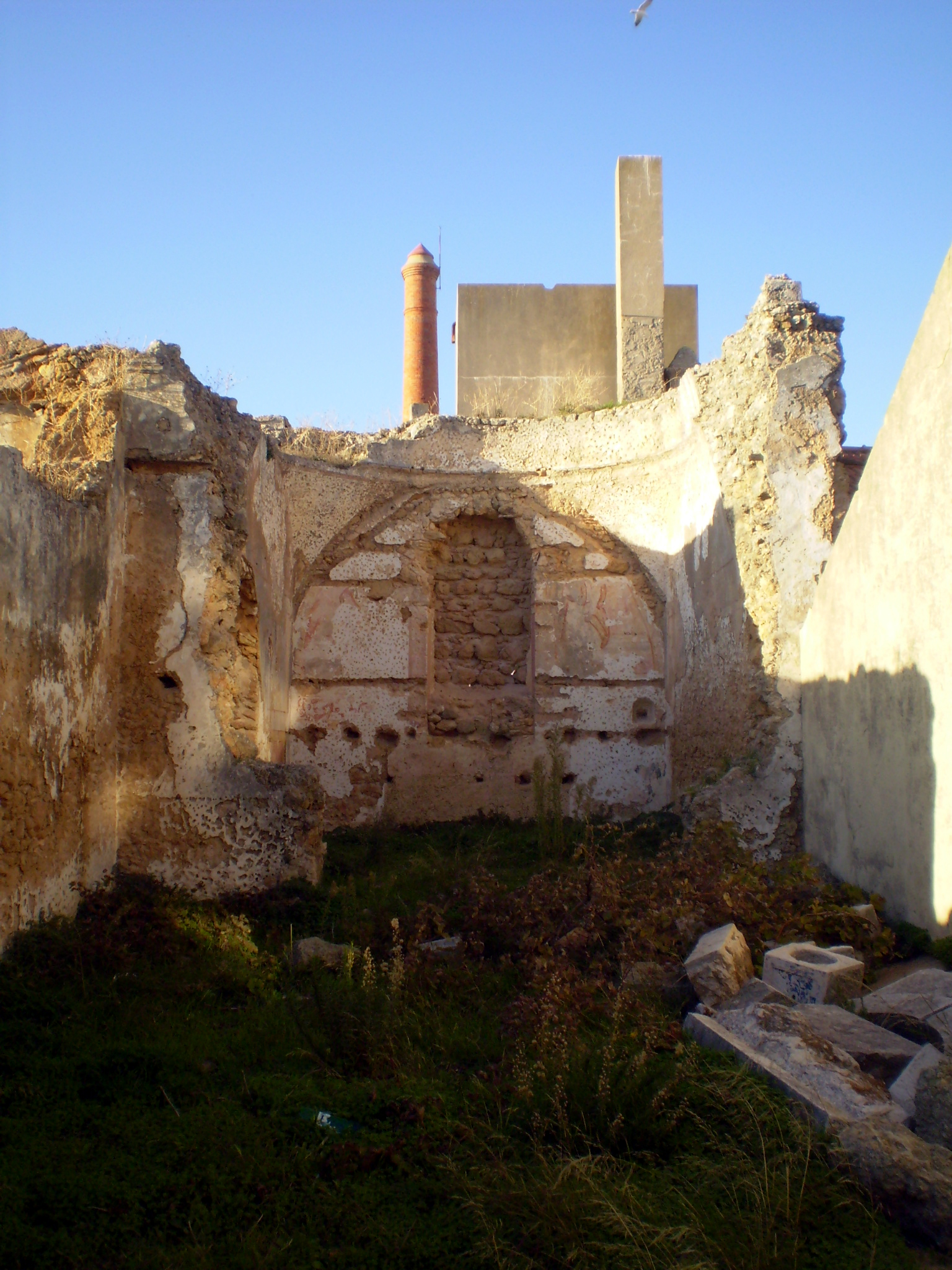
Ruínas da capela-mor e de parte da nave, em 2010. Ainda são visíveis as paredes de forma circular, que eram cobertas por uma abóbada, e um nicho no fundo do altar-mor.

### Século XXI
Nos princípios do século XXI, o edifício encontrava-se num avançado estado de deterioração, sobrando apenas as ruínas das paredes.
Em Abril de 2021, o Boletim Municipal de Lagos noticiou que a autarquia tinha recentemente aprovado um plano para dar resposta aos problemas de habitação no concelho, no âmbito do qual estava a ser preparada a aquisição de três partes da antiga Fábrica de Aldite, na zona de Santo Amaro. Previa-se que os antigos terrenos do complexo fabril iriam ser alvo de profundo processo de urbanização, incluindo a instalação de fogos e áreas verdes, e que iria ser valorizada a relação com o património histórico existente na área. Em Dezembro de 2022, a delegação local do Bloco de Esquerda criticou as condições em que se encontrava parte do património histórico da cidade, incluindo a Ermida de Santo Amaro, que merece destaque por ter sido a única estrutura do seu tipo que sobreviveu ao Sismo de 1755. Em 24 de Janeiro de 2024, foi votada uma proposta do vereador da CDU, Alexandre Nunes, para a instalação de um memorial à ermida, composto por um marco que teria o nome de Um Lugar de Memória, recordando a importância do santuário para a história da cidade. Esta proposta foi apresentada no âmbito dos planos então existentes para intervenção urbanística naquela área.